# Der Jungfrauenwahn
Der Jungfrauenwahn ist ein Dokumentarfilm aus dem Jahr 2015 von Güner Yasemin Balcı, die sowohl Regie geführt als auch das Konzept ausgearbeitet hat. Der Film behandelt anhand von individuellen Lebensgeschichten muslimischer Migranten Themen wie die Unterdrückung von Frauen, Männlichkeitswahn, Zwangsehen und Gewalt gegenüber Frauen.

## Inhalt
Die Frauenrechtlerin Seyran Ateş überlebte einen Anschlag auf ihre Person in ihrem Frauen-Hilfsprojekt. Sie plädiert für eine „sexuelle Revolution“ im Islam, der den Musliminnen ein selbstbestimmtes, freies Leben ermöglicht. Der Autor Ahmad Mansour heiratet eine deutsche Frau und kümmert sich um muslimische junge Männer, die Schwierigkeiten im Leben zwischen den Kulturen bekommen. Die Aktivistin Zana Ramadani kommt aus Albanien und engagierte sich bei Femen. Sie wird später als Rechts-Beistand für Seyran Ateş aktiv. Die Schülerin Arife Yalniz flieht aus ihrem konservativen Elternhaus um ein westliches, freies Leben zu haben. Die späte Erkenntnis ist: Es ist doch alles gut gegangen.

## Kritiken
Das Lexikon des internationalen Films hält „die genau recherchierte Arbeit der Journalistin Güner Balci“ für „eindeutig in seiner Kritik“ und ein nachhaltiges Plädoyer für eine Reform des Islams und bewertet den Film mit vier von fünf Sternen.
Das Fazit der Jury des Juliane-Bartel-Medienpreises lautet: „Ein toller Beitrag zu einem hochaktuellen Thema!“

## Nominierungen und Auszeichnungen
- 2016: Bayerischer Fernsehpreis – Kategorie Information[3]
- 2016: Juliane-Bartel-Medienpreis – Kategorie Fernsehen, Dokumentation, Reportage[2]
- 2016: Nominierung für den Prix Europa – TV Documentary[4]
- 2017: Nominierung für den Europäischen CIVIS Fernsehpreis – Information[5]